# Batrachoseps luciae
Batrachoseps luciae är en groddjursart som beskrevs av Jockusch, Yanev och David Burton Wake 200. Batrachoseps luciae ingår i släktet Batrachoseps och familjen lunglösa salamandrar. IUCN kategoriserar arten globalt som livskraftig. Inga underarter finns listade.